# 若尔盖毛茛
若尔盖毛茛（学名：Ranunculus luoergaiensis）为毛茛科毛茛属下的一个种。

## 扩展阅读
- 維基物種上的相關：若尔盖毛茛